# (73988) 1998 EJ11
(73988) 1998 EJ11 – planetoida z pasa głównego asteroid okrążająca Słońce w ciągu 3,4 lat w średniej odległości 2,26 j.a. Odkryta 1 marca 1998 roku.